# 朱枫
朱枫（1905年11月22日—1950年6月10日）原名贻荫，小名桂凤，后更名朱谌之，字弥明，最后更名枫，女，浙江镇海人，中國共產黨情報人員，因吴石、朱谌之间谍案被枪決。

## 生平

### 青年时期
朱枫出生在镇海城关的一个大户人家。其父朱云水是清末民初镇海、舟山地区知名的富商。朱云水晚年在镇海城东毗邻镇海文庙、东长营弄之处兴建了朱家花园，外园月亮门的门楣上刻有“憩园”二字，园内有一幢小楼。1905年，朱枫出生在这里，朱家花园的街坊昵称她为“四阿姐”。
朱枫原名贻荫，自幼受生母的国学教育，1914年入镇海城关女子小学，毕业后恰逢旁边的县中停办，遂在1921年到宁波月湖的宁波女子师范学校学习。她的功课很好，在校“学什么都是第一”，“人缘总是很好”。朱枫仰慕秋瑾。1925年五卅惨案发生，朱枫带头上街游行。1925年，她和同学陈修良（原名陈逸仙）一同向沙孟海学书法。她还曾邀请陈修良到朱家花园度假，居住在被她戏称作“潇湘馆”的漂亮小楼里。陈修良晚年回忆道：“憩园内竹篱假山，小桥流水，风景如画，环境极为幽雅。园后有书房三间，是朱枫父亲读书会客的地方。她家藏书很多，字画满墙，我们这一个来月多数在书房里读书论文，过得极为惬意。但我发现那时她还是个多愁善感的人，深宅大院，平日里独处闺中，没有人可以谈心，而镇海毕竟比宁波更闭塞。”朱枫很关心时势，也阅读过进步书刊。
陈修良在宁波女子师范学校读书时，拜沙孟海为书法老师，沙孟海还为陈修良取名“陈道希”，但陈修良决定“走另外一条路”，而将朱枫推荐给沙孟海。沙孟海为朱枫取名“朱谌之”，字“弥明”，“谌”取相信、诚然之意，“弥明”取永久光明之意。后来沙孟海还给朱枫刻了两个名字印章，及一个象牙质地的“弥明欢喜”小印，以祝贺1927年朱枫由父亲做主嫁给时任奉天兵工厂总工程师的陈傅良（镇海人），远赴奉天（今沈阳）。沙孟海回忆道：“一位幽静的姑娘写出一手端秀的小楷，我极口称赞她，她也更加努力。”

### 投身抗战
1931年九一八事变后，陈傅良、朱枫举家返回家乡。1932年陈傅良因霍乱病逝。朱枫继承自家家产，过着“每日学写兰花”的日子。1937年七七事变爆发，朱枫投身抗日救亡运动，在镇海民众教育馆举办义卖展览，参与救护日军飞机轰炸的死伤者。其间，和朱晓光（镇海人）结婚，婚后更名为“朱枫”。1937年，经朱晓光的哥哥朱曦光向武汉新知书店创办人徐雪寒介绍，朱晓光、朱枫夫妇带着孩子们从镇海来到武汉，在中国共产党领导的新知书店工作。此后，徐雪寒一直是朱枫的直接领导。徐雪寒说：“谌之用变卖家产所得，对新知书店投了一笔数目较大的资金，说是投资，其实我们都知道是对党的出版事业的无偿捐献。”
1938年秋，日军占领武汉，朱枫撤到湘西，后来又回到浙江。1939年夏，在浙江金华，朱枫会同中国共产党派遣的华白沙、张一之，帮助国军李友邦组建“台湾义勇队”，朱枫还向台湾义勇队捐资800元。
1939年秋，朱枫到皖南新四军军部，参加新四军“随军书店”。1940年，皖南事变发生前，朱枫奉命疏散到浙江金华。随后，为采购印刷物资，奉命前往上海。同年抵达上海后，朱枫变卖了一直寄存在上海银行的生母赠给她的遗物3克拉钻戒，得到3200元，采购印刷物资，经香港、大亚湾、沙鱼冲等地，沿东江转运到广西桂林。1940年至1942年，朱枫先后在新知书店总店和新知书店桂林办事处工作。1941年夏，她化名“周爱梅”，代表中共党组织三次到上饶集中营探望和设法营救在皖南事变中被捕的朱晓光，使朱晓光得以在1942年春成功越狱。
1944年初，朱枫经武汉来到上海，参加新知书店驻沪办事处筹备的“同丰商行”工作。1944年10月，同丰商行遭日伪当局破坏，朱枫被捕关押在沪西日本宪兵队，经受酷刑拷问，一直守口如瓶。后在中共党组织营救下出狱。

### 从上海到香港
1945年2月，经徐雪寒（后来曾任中华人民共和国对外贸易部副部长）、史永（曾任全国政协副秘书长）介绍，朱枫秘密加入中国共产党。
1946年4月，一直在中共中央华中局从事情报工作的徐雪寒，自山东来到上海筹建一批合法的商业机构，秘密采办物资，输往解放区。朱枫先在“联丰花纱布公司”主管财务，此后又开办“鼎元钱庄”，请沙孟海题写匾额。这两个公开的商业机构都是中共中央华中局在上海开办，朱枫作为公方代表负责财务工作。因为业务和情报关系，朱枫和商界、政界人物都有所接触。
抗日战争胜利后，沙孟海的弟弟沙文威（史永）隐瞒真实身份，到南京国民政府任职，搜集了大量中国国民党方面的情报，他常和朱枫联系。一次，中共地下党经营的鼎元钱庄发生危险情况，朱枫等人乃请沙孟海（当时在南京国民政府任职）吃饭，请沙孟海题写匾额，从而化险为夷。
1948年秋，朱枫奉命来到香港，加入中共地下党开办的“合众贸易股份有限公司”，这是中共中央华东局的下属企业，朱枫带着朱明、陈宜的儿子朱晖住在九龙弥敦道，工作是参与安排在香港的民主党派和文艺界名人到解放区。
1949年5月，中国人民解放军攻占上海，朱晓光随中共中央宣传部南下工作组，代表中央出版委员会在上海筹建新华书店，朱晓光这时才被直接批准为中国共产党党员。在上海，全家人团聚，只等朱枫来上海。朱枫在给朱晓光的信中说：“我常常想起霞浦路吃茹粥，五岱洋种菜挑粪，嘉陵江畔月黑风高的晚上，你从安乐旧木桥边候我，在集中营探访时的感觉和宪兵队出来后你对我的感情……是那样温情的……”朱晓光回信说：“我们的后半生该有了快乐。”

### 派赴台湾
1949年2月，朱枫尚未联系到陈宜的妹妹陈莲芳（朱枫的继女）。在前夫陈傅良（陈绶卿）的两个女儿中，陈宜一直与朱枫共同生活，而陈莲芳早年随任职国民党电台的丈夫王昌诚辗转各地，朱枫和陈莲芳仅在1938年逃亡途中遇到一次。朱枫不知道王昌诚、陈莲芳夫妇已到台湾。1949年5、6月间，陈莲芳致信在香港的朱枫，称自己刚生孩子，欢迎朱枫来台北家中小住。此信成为朱枫自香港到台湾的理由。
派朱枫赴台湾传递情报，是万景光作出的决定。万景光的岳父为广东商会会长冯少山，在香港的上层关系很多。1949年，朱枫在香港送潘汉年的副手刘人寿上船，与万景光相遇并结识。1947年，万景光将中共中央上海局的联络点设在香港，1949年通过老同盟会会员何遂与中华民国国防部参谋次长吴石建立联系，万景光与吴石本来是靠吴石的副官聂曦传递情报，但由于局势变化，该做法风险加大。
1949年6、7月间，新知书店徐雪寒接到朱枫来信，说她将奉命到台湾。朱枫在给朱晓光的信中称：“你会跳舞吗？我真想学习呢？”由于女婿王昌诚在警务处当电讯管理处处长，所以朱枫赴台的证件很快办好。1949年10月7日，朱枫在致朱晓光的信中自称“兄”：“兄尚须去菊处小住，须两月方与妹聚首。……个人的事暂勿放在心上。”此后，朱枫致朱晓光的信都短而热情，朱枫在一张自己身穿旗袍、坐在阳台上微笑的照片背面写道：“她已深深体验着‘真实的爱’与‘伟大的感情’，从此，将永远快乐而健康！”
乘船抵达台湾基隆后，朱枫以看望女儿并联系生意为名，找到中国共产党台湾省工作委员会书记蔡孝乾。自1949年12月初，朱枫每周六以“陈太太交涉药店事宜”的名义，到吴石家取情报，周日送交蔡孝乾。一共有7次会面。朱枫还接受蔡孝乾的私人委托，将蔡孝乾的妻妹送回大陆。吴石派副官聂曦签发了特别通行证。
1950年1月14日，朱枫寄出最后一封信，这是给上海朋友写信转交丈夫朱晓光，内称“约有一周至旬日可留”，并以大字署上从未使用过的化名“威凤”。1950年1月29日，蔡孝乾被捕，随后叛变，造成台湾的中国共产党组织被一网打尽。蔡孝乾曾在一张台币上记下朱枫的联络方式，即朱枫继女陈莲芳家的电话号码，导致陈莲芳全家被捕。当局在吴石寓所搜查到为朱枫开出“特别通行证”的证据，遂确定吴石“通敌”，并得知朱枫的去向。1950年1月27日，朱枫已经吴石安排送回浙江舟山定海（当时仍在国军控制下），希望借助渔船回到家乡镇海。朱家在舟山有亲属，但朱枫选择住进沈家门的存济医院。2月18日，朱枫在存济医院被逮捕，暂时关押在定海看守所。
1950年2月26日，朱枫在定海看守所将贴身的金锁片以及所穿的海勃龙大衣肩衬内的金手镯咬碎，将这二两多的金子混着热水吞服。2月27日起，朱枫昏迷，被飞机送往台北医院。审理此案的国军少将谷正文后来写下《吴石等叛乱案》，称朱枫“党性坚强、学能优良”，“匪干此种维护重要工作、不惜牺牲个人生命之纪律与精神，诚有可取法之处。” 4件金饰残片在朱枫的胃里残留两天，最后医生用泻药将其排出。
1950年6月10日，中华民国国防部参谋次长吴石中将、中国共产党女党员朱枫、陈宝仓中将、吴石的副官聂曦上校于台北马场町被槍決。

### 身后
1950年6月10日，朱枫槍決后即由台北市卫生局火葬管理处派人火化。3个月后，陈莲芳致信军法局，希望领回继母朱枫的遗物，以便将来连同骨灰归葬大陆的家乡，获军法局同意，并具函通知陈莲芳前来领取，但陈莲芳最终未去认领。
1951年7月，朱晓枫收到陈毅、潘汉年签署的上海市人民政府《革命烈士光荣证书》。
文化大革命时期，朱枫受到诬陷。为此，朱晓枫致信有关部门。1983年4月，中共中央调查部出具《关于朱枫同志的组织结论》，内称“朱枫同志在敌人面前表现出一个革命者、共产党人为革命、为人民忠贞不屈的革命精神。”“十年动乱期间，凡对朱枫同志的一切诬蔑不实之词应该一律推倒，凡因由于对朱枫同志的诬蔑而遭到牵连的亲属，在政治上应恢复他们的名誉和享受应有的政治权利。”1990年6月29日，“朱枫烈士牺牲40周年纪念座谈会”在北京举行，会议由罗青长主持，罗青长转达了邓颖超对朱枫的怀念并对其后人表达慰问。2005年10月，朱晓枫一家来到镇海，在镇海区人民政府举行了公开悼念活动，纪念朱枫诞辰一百周年，罗青长委托儿子罗援前来参加。
1999年，徐宗懋（秦风）在台湾一家报社的相片柜底部找到一批军事新闻社1950年拍摄的枪毙中共特工的照片，其中有朱枫被枪杀的照片。2000年，徐宗懋经台北市文化局局长龙应台同意，以台北市文化局的名义在台北二二八纪念馆地下展厅公布了这些照片。2001年，朱枫在大陆的家人在山东画报出版社出版的《老照片》第16辑上，看到了这些照片中的朱枫被枪决的照片。2003年，徐宗懋在上海受到朱晓枫委托，开始在台湾帮助寻找朱枫的骨灰。2005年，徐宗懋在台湾一家健康疗养院找到陈莲芳。2010年3月4日，受徐宗懋委托，中央研究院近代史研究所教授朱浤源依据线索在富德公墓第11墓区的纳骨室找到写有红漆编号“77”、外套白色编织袋的“无主骨灰罐”，但后来发现不是朱枫的骨灰。2010年5月6日，朱浤源发来消息称，经自己和公墓工作人员数小时翻检，找到了刻有“朱谌之”名字的骨灰坛。

#### 歸葬大陸
2010年8月4日，应朱枫家属请求，海协会就朱枫骨灰回归大陆一事致函海基会，这是海协会首次因民间事务致函海基会，9月1日获得海基会答复。海基会开出的条件非常繁琐，朱家遂多方求助。最终由大陆的殡葬协会请台湾殡葬协会的会员中国生命集团帮助。
2010年12月19日，朱枫的骨灰在台湾中国生命集团董事长刘添财的护送下，从台湾桃园机场经长荣航空公司BR716航班运抵北京首都国际机场。中华人民共和国民政部在首都国际机场贵宾厅临时设灵堂。2011年7月14日，“朱枫烈士骨灰安放”和“朱枫烈士铜像揭幕”仪式在浙江省宁波市镇海区举行，朱枫的骨灰安放在镇海革命烈士陵园。

## 纪念

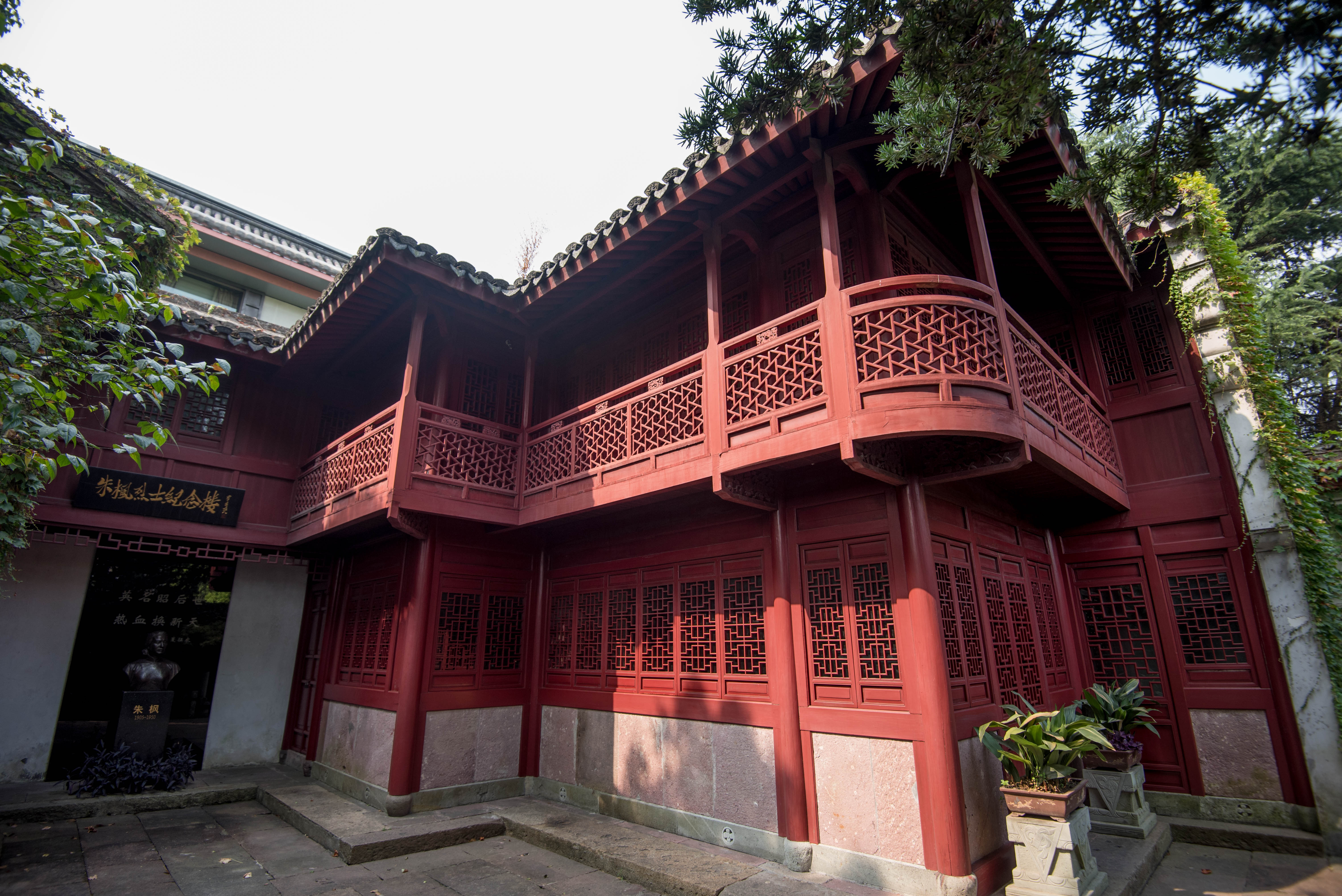
镇海中学内的朱枫烈士纪念楼

- 1999年朱楓列名於綠島人權紀念碑遭槍決受難者名單之上，象徵遭國家迫害身亡的政治犯、思想犯的平反，由當時的中華民國總統李登輝先生親臨主持揭碑。
- 无名英雄广场：2013年10月，中国人民解放军总政治部联络部在北京西山建成无名英雄广场，其中立有吴石、朱枫、陈宝仓、聂曦的雕像。
- 朱枫烈士纪念楼：1995年，镇海中学扩建时，经镇海区人民政府批准，将朱家花园（憩园）并入东部校园。镇海中学保留了朱枫居住过的憩园一角，并拨款重修，命名为“朱枫烈士纪念楼”。该楼楼名由罗青长题写。楼内收藏有朱枫的照片、书信、遗物等等，以及杨成武、张爱萍、薛暮桥、罗青长等人的题词和纪念书画。张爱萍题词上款为“朱枫烈士万古流芳”，挽联是：“烈士血染新中华，枫叶红于二月花”。[2][3]
- 枫园：2011年7月6日，镇海区将原西门公园更名为“枫园”，设有朱枫雕像，总面积6.6万平方米[4]。2020年通车的宁波轨道交通2号线二期在附近设有枫园站。

## 家庭
- 父：朱云水
- 妹：朱启文，朱枫的同胞妹妹，嫁到武汉顾家。女儿顾倬云，后为医学家。在武汉时，为支持顾家，朱枫出钱给顾家开“大乐童装店”，并多次以“大乐童装店办货人”身份在武汉和上海间活动，很善于经营。
- 第一任丈夫：陈傅良（陈绶卿）
  - 女：朱晓枫（原名陈沈珍），朱枫、陈傅良1930年所生。幼时送到浙江龙岩的“台湾义勇队少年团”读书。1944年在台湾义勇队少年团加入中国共产党。抗战胜利后，朱晓枫随台湾义勇队少年团到台湾。几个月后回到上海的母亲朱枫身边，和母亲同住几个月，这是两人在一起最长最美好的时间。1946年夏，朱枫送朱晓枫到解放区，两人就此永别。1946年至1949年8月，两人失去联系。朱晓枫先在解放区上建设大学，1947年山东的第二野战军医科大学招生，朱晓枫报名学医，从此参军，加入陈毅的第二野战军。在校期间重新入党。中华人民共和国时期，成为南京军区总医院医生。
    - 女婿：徐锡成，朱晓枫的丈夫。

  - 继女：陈宜（原名陈兰芳）。陈傅良和元配所生。一直由朱枫抚养。
    - 女婿：朱曦光，陈宜的丈夫，朱晓光的哥哥。1931年考入邹韬奋在上海办的生活书店，后经邹韬奋介绍进入国际贸易协会，中华人民共和国成立后进中共中央宣传部任职，并娶陈宜为妻。
    - 外孙：朱晖，陈宜之子。

  - 继女：陈莲芳。陈傅良和元配所生，陈宜的妹妹。
    - 女婿：王昌诚，陈莲芳的丈夫。
- 第二任丈夫：朱晓光
  - 子：朱明。一直由陈宜抚养。[3]

## 延伸阅读
- 冯亦同，朱枫传，生活·读书·新知三联书店，2012年
- 冯亦同，镇海的女儿朱枫传，上海远东出版社，2007年